# Eragrostis falcata
Eragrostis falcata är en gräsart som först beskrevs av Charles Gaudichaud-Beaupré, och fick sitt nu gällande namn av Ernst Gottlieb von Steudel. Eragrostis falcata ingår i släktet kärleksgrässläktet, och familjen gräs. Inga underarter finns listade i Catalogue of Life.